# Tara Perdida
Tara Perdida est un groupe de punk rock et hardcore portugais, originaire de Lisbonne. Après la fin de Censurados en 1994, Ribas le chanteur décide de monter Tara Perdida. Le 23 mars 2014, après un mois d'hospitalisation, João Ribas meurt d'une infection respiratoire.

## Biographie

### Années 1990
Tara Perdida est né en 1995, de deux associations : d'un côté João Ribas, après la séparation de Censurados, décide de créer un nouveau groupe punk hardcore avec son camarade Cró ; de l'autre, Ruka et Orélio recherchent un bassiste et un chanteur pour un groupe du même genre. Désormais regroupé, le quatuor commence à répéter le 10 juin 1995, et joue un premier concert le 17 novembre la même année, avec la formation Ribas (guitare et chant), Ruka (guitare), Cró (basse) et Orélio (batterie). Cette même année, ils publient leur premier album studio éponyme. Ils jouent ensuite d'autres concerts et, en février 1996, avec déjà 14 chansons écrites, signent au label indépendant Música Alternativa. L'enregistrement de leur premier album commence en avril 1996 ; à cette même période, Cró quitte le groupe, et est remplacé par Jimmix. Cette même année, en mettant la touche finale à son album, le groupe donne quelques concerts en été, notamment au festival Vilar de Mouros et au Festival Super Rock 96 à Faro avec Ratos de Porão et The Exploited. Puis en novembre 1996 sort l'album Tara Perdida. L'album comprend les singles Zombie, Até m'embebedar et Batata-frita Pala-Pala.
En 1997, le groupe part en tournée à travers le pays, et a même l'occasion d'ouvrir pour plusieurs groupes très populaires de la scène punk rock et hardcore comme NOFX et Soziedad Alkoholika au Faro no Festival Super Rock 97. En été cette année, le groupe commence à travailler sur un deuxième album studio, enregistré entre mai et juin 1998. Le groupe a la possibilité d'ouvrir pour The Offspring dans les amphithéâtres de Lisbonne et Porto. Só não vê quem não quer, le deuxième album studio de Tara Perdida, est publié en octobre 1998. Ils jouent ensuite à l'étranger comme au festival C'Rock Note en France. En novembre 1999, le groupe décide d'user de la guitare. Ils recrutent alors Tiago Silva (Ganso) (ex-MURF).

### Années 2000
En 2000 et 2001, le groupe adopte de nouveaux thèmes et recherche un endroit stable pour répéter.
En mars 2001, Orélio quitte le groupe, et est remplacé par Kistos, batteur polyvalent qui devient le nouveau guitariste.
Avec cette formation, Ribas (voix), Ruka et Goose (guitares), Jimmix (basse) et Kistos (batterie), le groupe enregistre en mai cette année, une démo. À la fin de 2001, après avoir renouvelé son contrat avec le label Música Alternativa, le groupe commence l'enregistrement de son troisième album studio. Les enregistrements s'effectuent entre février et mars 2002 aux studios MB à Porto, et BEBOP à Lisbonne, avec le producteur Cajo. L'album, É Assim…, est publié en juin 2002, et ouvre de nouvelles perspectives pour le groupe. 2003 est une année consacrée presque exclusivement aux concerts. L'année 2004 est marquée par le lancement d'une nouvelle chanson, intitulée Não vou mentir. À la fin de cette année, Kistos décide de quitter Tara Perdida pour se consacrer à plein temps à un autre projet musical (Clockwise), et est remplacé par Rodrigo (Yogourt).
Avec cette nouvelle formation, Tara comme la pré-production de son quatrième album, dont les enregistrements définitifs sont terminés à la mi-janvier 2005 aux studios MB et BEBOP, une nouvelle fois avec Cajo à la production. L'album, intitulé Lambe-Botas, est publié en avril ; le groupe effectue trois concerts, d'abord à Porto, Lisbonne et puis finalement à Faro. Un DVD live, Incrivel Almadense, est publié. En 2008 sort un autre album, Nada a esconder, qui atteint la sixième place des classements portugais. En 2009, ils jouent leurs propres concerts au Colisée de Lisbonne à Lisbonne et le cinéma Batalha à Porto.

### Années 2010
En février 2010, le groupe change de batteur avec le départ de Rodrigo et l'arrivée de Kistos.
Pour célébrer ses 15 ans d'existence, le groupe annonce un concert prévu au Voz do Operário.
Le 23 mars 2014, après un mois d'hospitalisation, João Ribas meurt d'une infection respiratoire. Le 1er mars 2015, le groupe publie un nouveau single du groupe intitulé Um dia de cada vez. Ils recrutent un nouveau chanteur, Tiago Afonso, après la mort de João Ribas.

## Membres

### Membres actuels
- Rui Costa (Ruka) - guitare
- Tiago Silva (Ganso) - guitare
- Alexandre Morais - basse
- Pedro Rosário (Kistos) - batterie
- Tiago Afonso - chant

### Anciens membres
- Orélio - batterie
- Cró - basse
- João Ribas - chant (décédé en 2014)
- Rui Costa (Ruka) - guitare

## Discographie
- 1996 : Tara Perdida
- 1998 : Só não vê quem não quer
- 2002 : É assim
- 2005 : Lambe botas
- 2008 : Nada a esconder
- 2013 : Dono do mundo
- 2015 : Luto

## Vidéographie
- 2008 : É Incrível